# Rosa gymnocarpa
Rosa gymnocarpa (лат.) — кустарник, вид рода Шиповник (Rosa) семейства Розовые (Rosaceae). Произрастает на западе Северной Америки. Растёт в тенистых, влажных и густых лесах.

## Описание
Rosa gymnocarpa — многолетний листопадный кустарник до 2 м в высоту. Стебель тонкий, покрыт длинными прямыми колючками. У кустарника есть корневища и неглубокие корни. Вид приспособлен к пожарам низкой и средней интенсивности, после которых он даёт ростки от корневой шейки и корневищ.
Начинает цвести в возрасте от 3 до 5 лет. Цветки розовые или белые ароматные, развиваются в конце весны или в начале лета. Цветки плоские и открытые с пятью лепестками практически любого оттенка розового или почти лавандового цвета. Плод — красный многоорешек, содержащий твёрдые желтовато-коричневые семянки, содержащие семена. Плоды поедаются птицами и млекопитающими, которые распространяют семена. Чашелистики опадают раньше, чем у других видов роз. Плоды остаются на растении всю зиму. Листья перисто-сложные, очерёдные, с 5–9 листочками, каждый из которых имеет длину от 1 до 2,5 см и ширину от 0,6 до 1,2 см. Листочки эллиптические, яйцевидные или округлые.

## Галерея

Rosa gymnocarpa
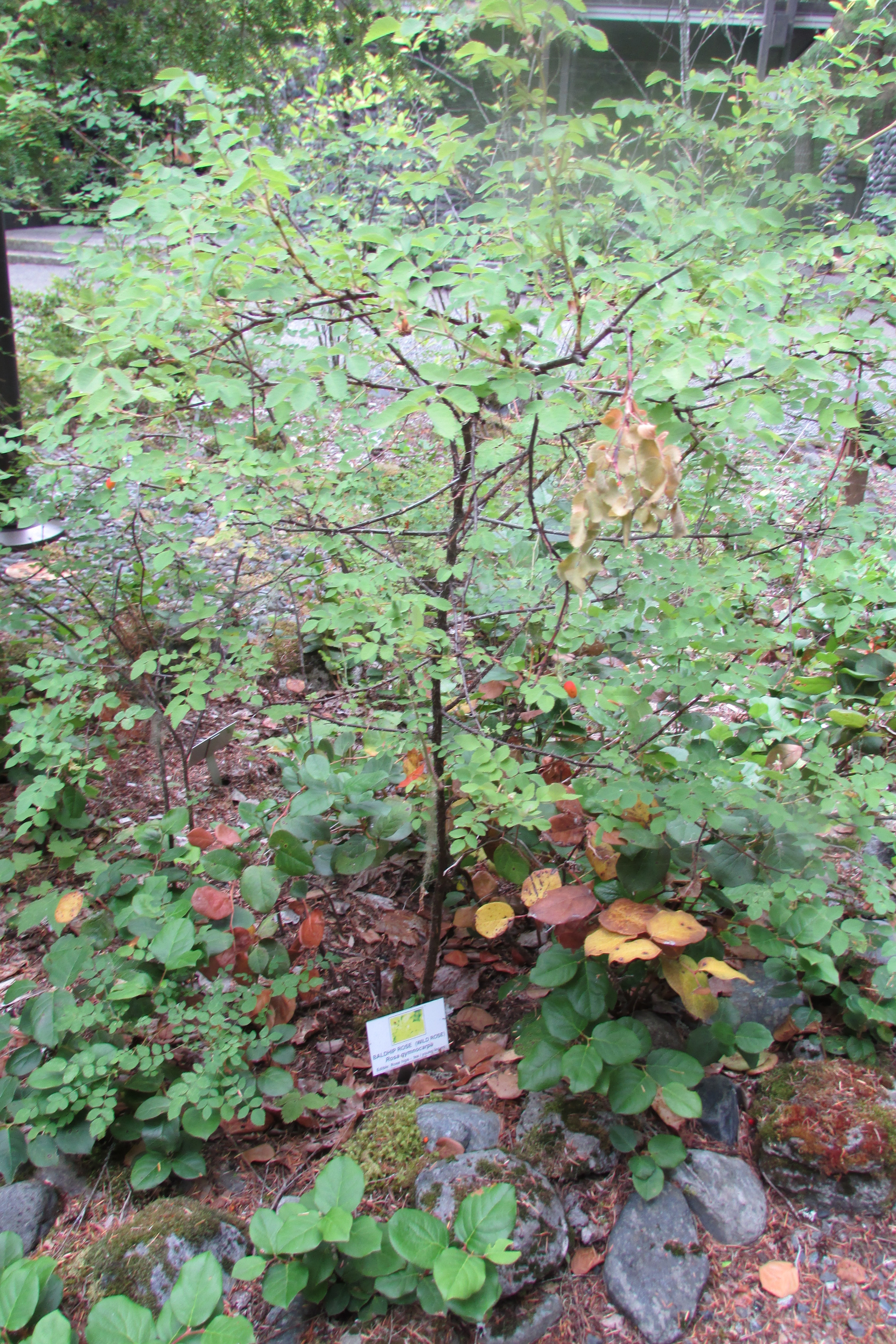
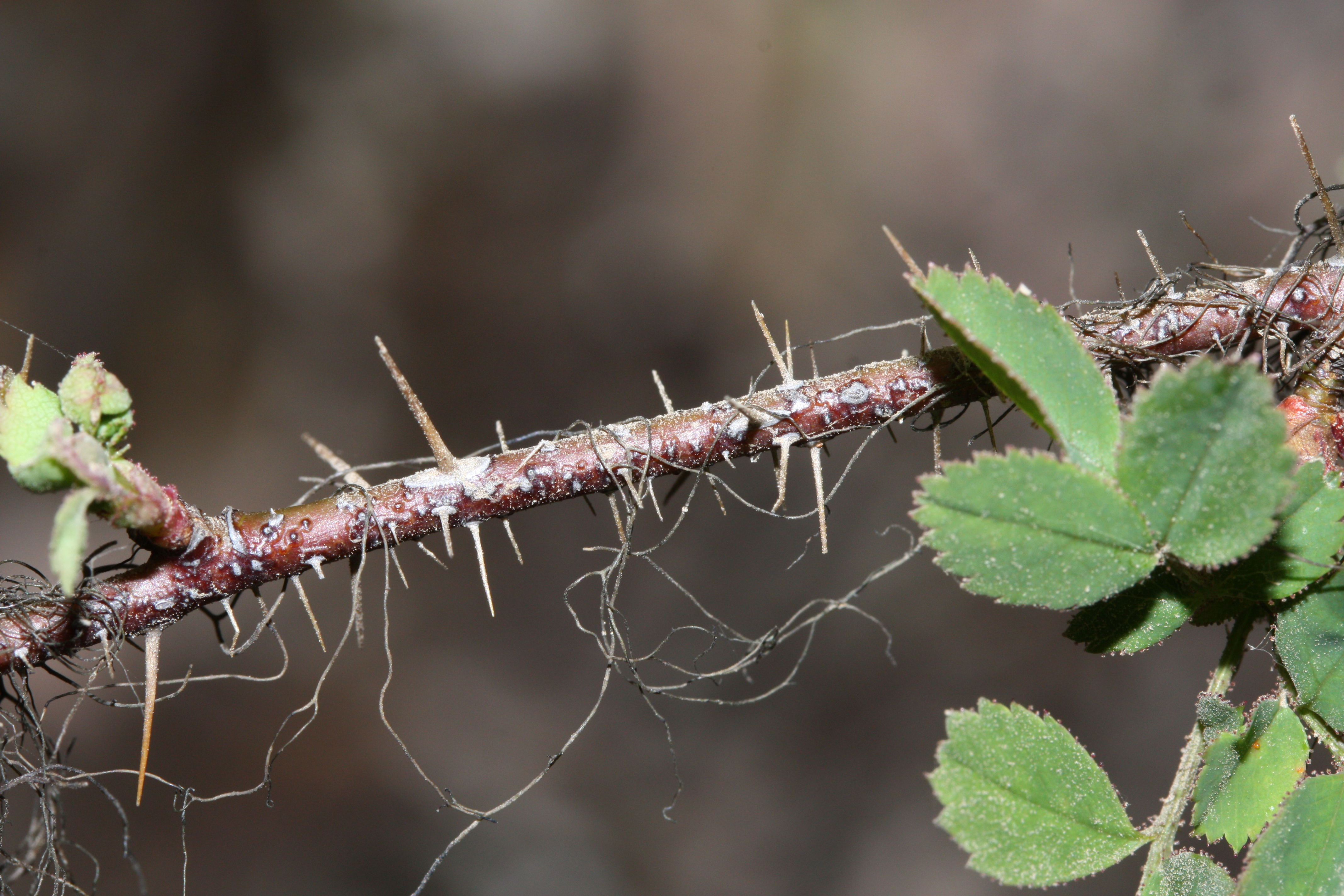
Шипы
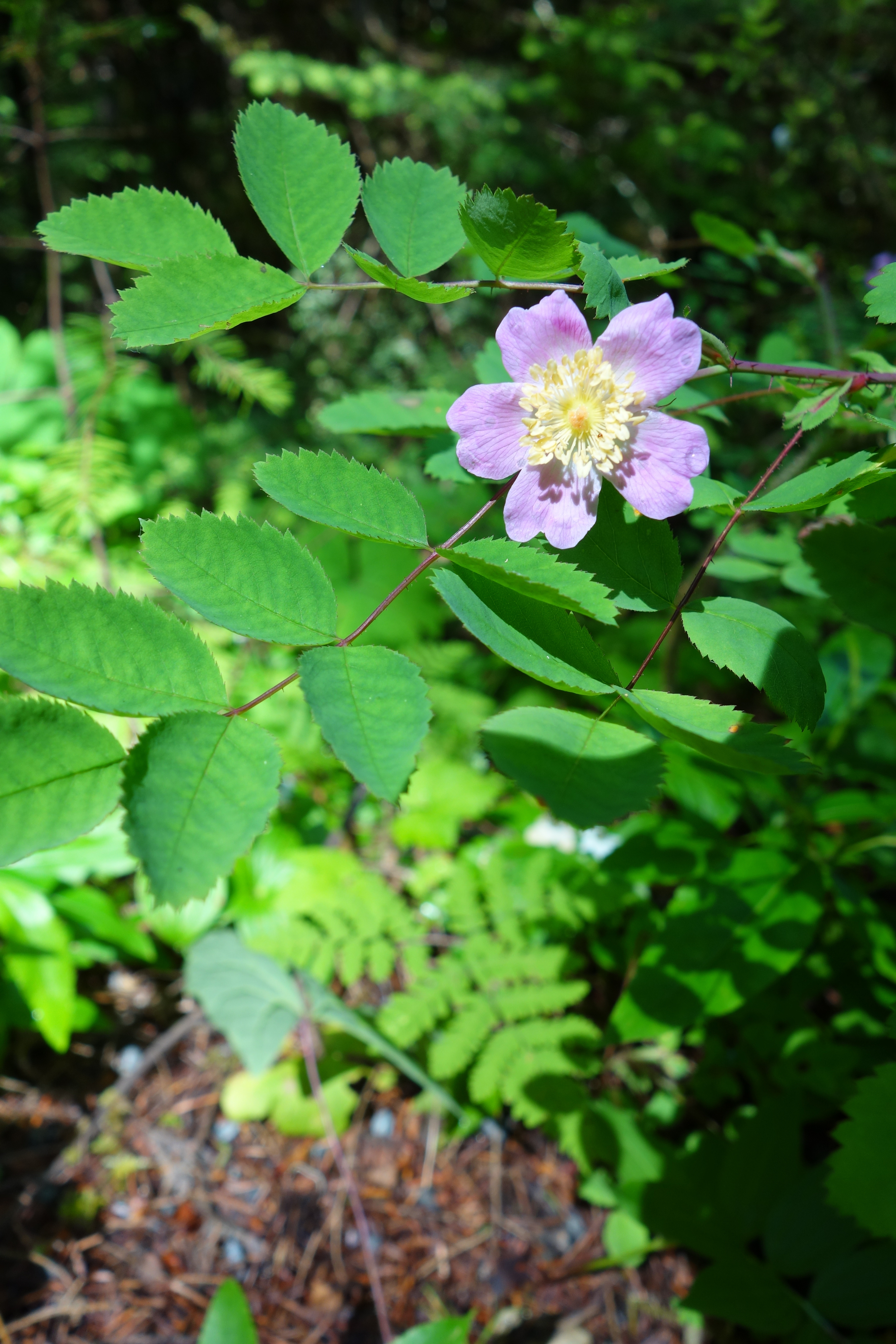
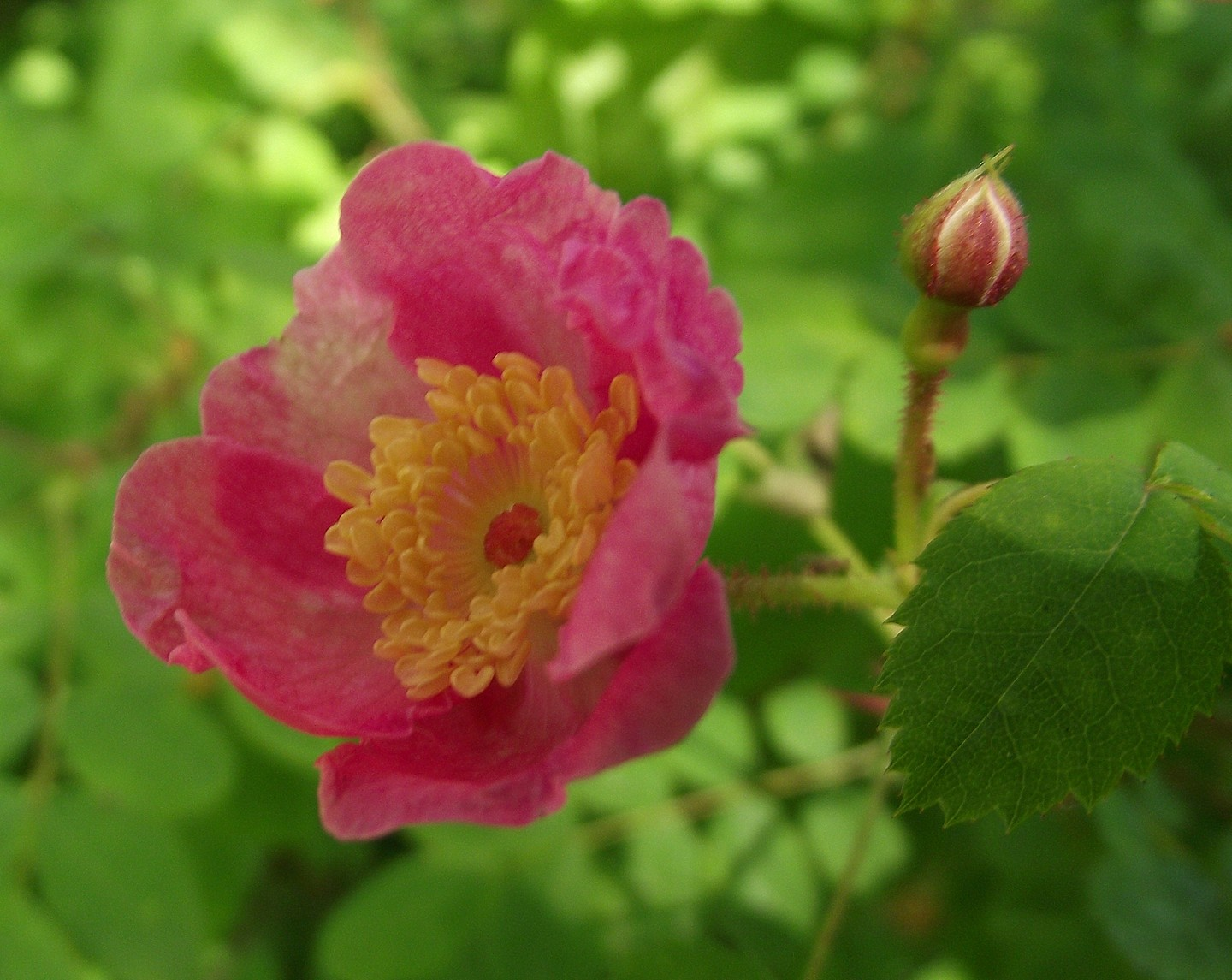
Цветок
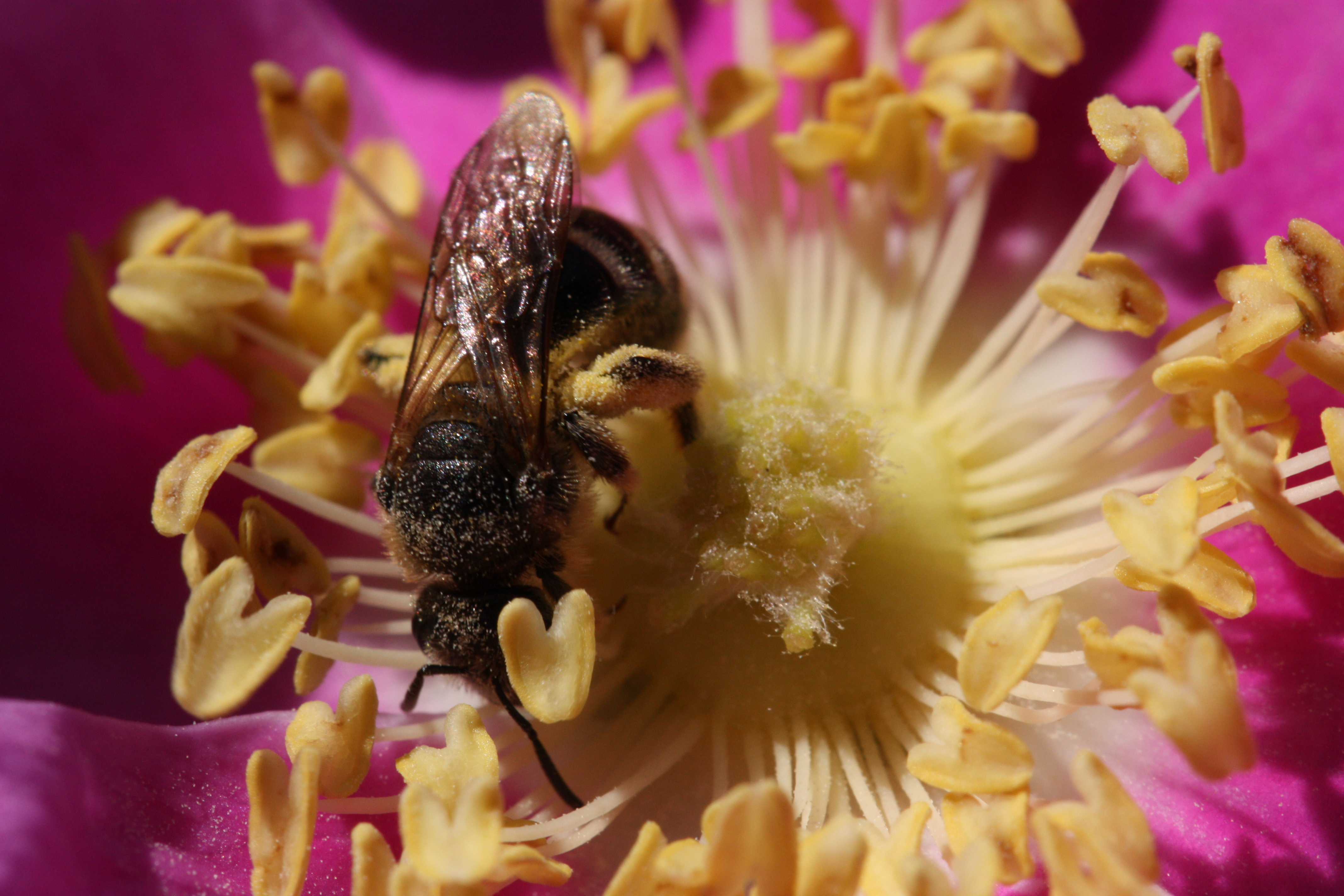
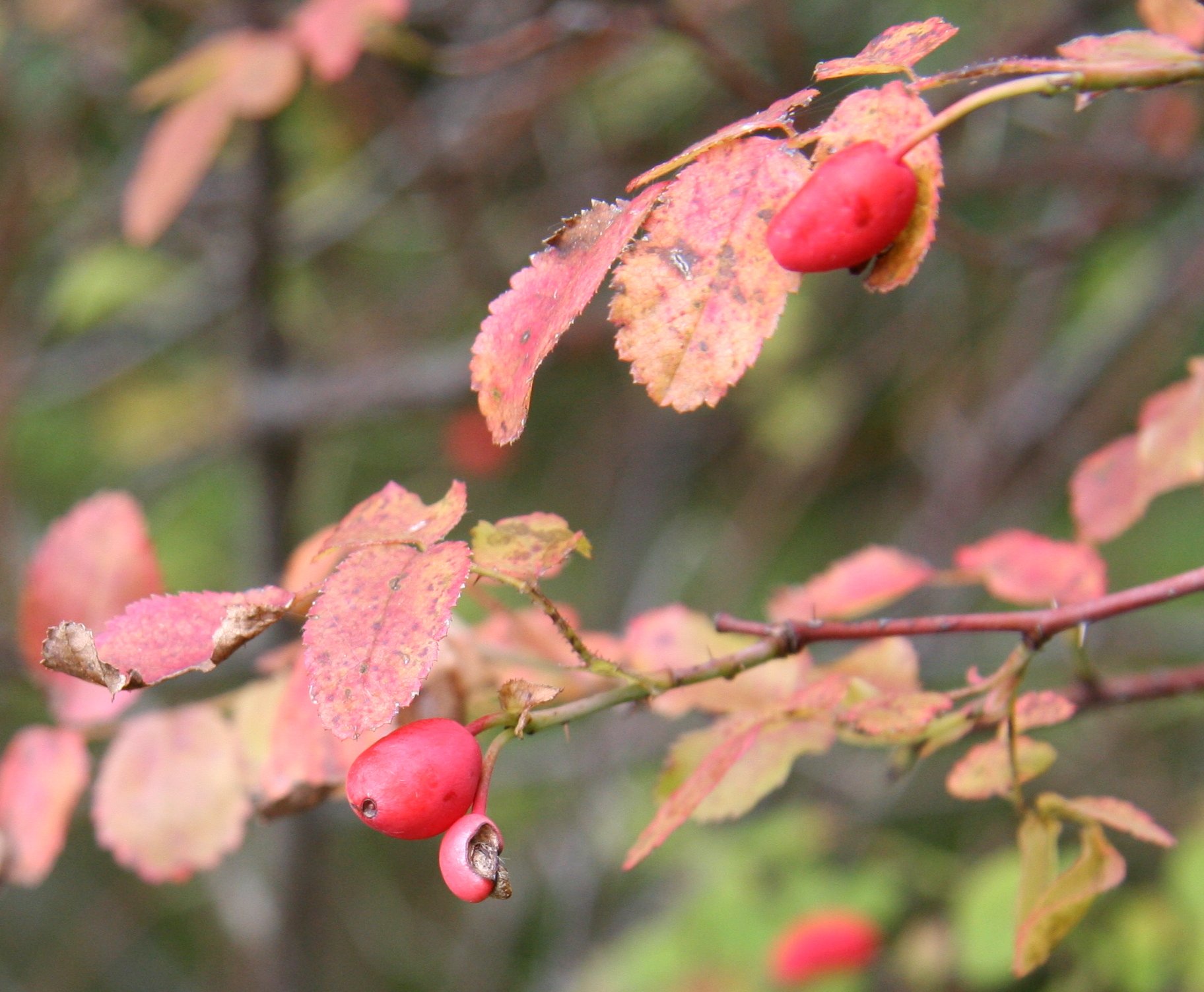
Плоды